# Gennesio Liberale
Gennesio Liberale ou Gensio (Udine, ... - ...) est un peintre italien de la Renaissance tardive de l'école vénitienne ayant prospéré dans la deuxième moitié du XVIe siècle.

## Biographie
Gennesio Liberale, un des élèves de San Danielo da Pellegrino. Peintre de l'école vénitienne, il  s'illustra dans la peinture de natures mortes, d'animaux et de poissons.
Condisciple et émule de Giovanni Bellini

## Sources
- (en) Cet article est partiellement ou en totalité issu de l’article de Wikipédia en anglais intitulé « Gennesio Liberale » (voir la liste des auteurs).